# Benighted
Benighted je francuski brutalni death metal sastav iz Saint-Étiennea.

## Povijest sastava
Sastav su u svibnju 1998. osnovali članovi francuskih death i black metal-sastava Dishumanized, Darkness Fire i Osgiliath te su prvu postavu činili pjevač Julien Truchan, gitaristi Olivier Gabriel i Liem N'Guyen, basist Christophe Charretier i bubnjar Fred Fayolle. Iako je trebao biti samo sporedni projekt, ubrzo je svim članovima postao glavni sastav. Nakon dvije godine, sami produciraju i objavljuju svoj prvi album te nakon odličnih kritika na underground sceni, kreću na turneju po Francuskoj. U siječnju 2001. potpisuju za diskografsku kuću Adipocere Records, koja 2002. objavljuje njihov drugi studijski album Psychose, koji je za razliku od prethodnog više pod utjecajem death metala te tehnički kompleksniji i brutalniji. Nakon objave albuma Charretier napušta sastav, te je na predstojećim koncertima privremeno N'Guyen svirao bas, dok se sastavu nije priključio Rémi Aubrespin. 
U prosincu 2002. godine započinju sa snimanjem trećeg albuma nazvanog Insane Cephalic Production, kojim stvaraju svoj jedinstveni stil: brutalni death metal s raznim utjecajima black metala, grindcorea, thrash metala i hardcorea. Glazba je popraćena tekstovima o psihičkim bolestima, za koje je pjevač Julien Truchan našao inspiraciju upravo dok je radio u psihijatrijskoj bolnici. Nakon objave albuma, ponovo ostaju bez basista, čije je mjesto privremeno upotpunio Bertrand Arnaud iz sastava Winds of Torment na promocionalnoj turneji na kojoj su nastupali na nekoliko velikih festivala zajedno sa sastavima kao što su Morbid Angel, Deicide i Fear Factory. Od 2004. godine stalni basist postaje Eric Lombard.
Idući album, Identisick s deset autorskih stvari te obradom pjesme "Suffer the Children" sastava Napalm Death objavljuju 2006. godine, te na njemu gostuju pjevači Christophe Gérardin iz Kronosa i Leif Jensen iz Dew-Scenteda. Iste godine bubnjar Fred Fayolle napušta sastav te ga zamjenjuje Kevin Foley. U lipnju 2007. sastav potpisuje za diskografsku kuću Osmose Production, te ubrzo snimaju svoj peti album Icon na kojem gostuje Karsten Jäger iz njemačkog sastava Disbelief, nakon čega nastupaju na velikim europskim festivalima kao što su Neurotic Death Fest i Jouten Death Fest u Nizozemskoj, Hellfesf i Metal Ride Fest u Francuskoj, Inferno Fest u Norveškoj, Obscene Extreme Fest u Češkoj i drugima. Godine 2010. ponovno mijenjaju diskografsku kuću te potpisuju za Season of Mist i objavljuju svoj šesti studijski album Asylum Cave. Album govori o shizofreničnom čovjeku opsjednutim Josephom Fritzlom, te je svaka pjesma o jednom dijelu njegovog života. U veljači 2012. sastav je objavio spot za pjesmu "Let the Blood Spill Between my Broken Teeth", te iste godine dugogodišnji gitarist te jedan od osnivača N'Guyen napušta sastav, a umjesto njega dolazi Adrien Guérin. U siječnju 2014. basista Lombarda zamjenjuje Alexis Lieu, te objavljuju spot za pjesmu "Experience Your Flesh" s nadolazećeg, sedmog studijskog album Carnivore Sublime.

## Članovi sastava
Trenutačna postava
- Olivier "Gab" Gabriel - gitara (1998.-)
- Julien "Truch" Truchan - vokal (1998.-)
- Kevin Foley - bubnjevi (2006.-)
- Adrien Guérin - gitara (2012.-)
- Alexis Lieu - bas-gitara (2014.-)

- Julien Truchan
- Olivier Gabriel
- Eric Lombard
- Kevin Foley

Bivši članovi
- Christopher "Chart" Charretier	- bas-gitara (1998. – 2001.)
- Fred "Fight" Fayolle - bubnjevi (1998. – 2006.)
- Liem "Litchy" N'Guyen - gitara (1998. – 2012.), bas-gitara (2002.)
- Rémi Aubrespin - bas-gitara (2002. – 2003.)
- Bertrand 'Bert' Arnaud - bas-gitara (2003. – 2004.)
- Eric "Candy" Lombard - bas-gitara (2004. – 2014.)

## Diskografija
Studijski albumi
- Benighted (2000.)
- Psychose (2002.)
- Insane Cephalic Production (2004.)
- Identisick (2006.)
- Icon (2007.)
- Asylum Cave (2011.)
- Carnivore Sublime (2014.)
- Necrobreed (2017.)

## Vanjske poveznice
- Službena Facebook stranica
- Povijest sastava na stranici Season of Mista